# Macrosporium concinnum
Macrosporium concinnum är en svampart som beskrevs av Berk. & Broome 1841. Macrosporium concinnum ingår i släktet Macrosporium och familjen Pleosporaceae.   Inga underarter finns listade i Catalogue of Life.